# Vriesea recurvata
Vriesea recurvata är en gräsväxtart som beskrevs av Charles Gaudichaud-Beaupré. Vriesea recurvata ingår i släktet Vriesea och familjen Bromeliaceae. Inga underarter finns listade i Catalogue of Life.